# Orujo

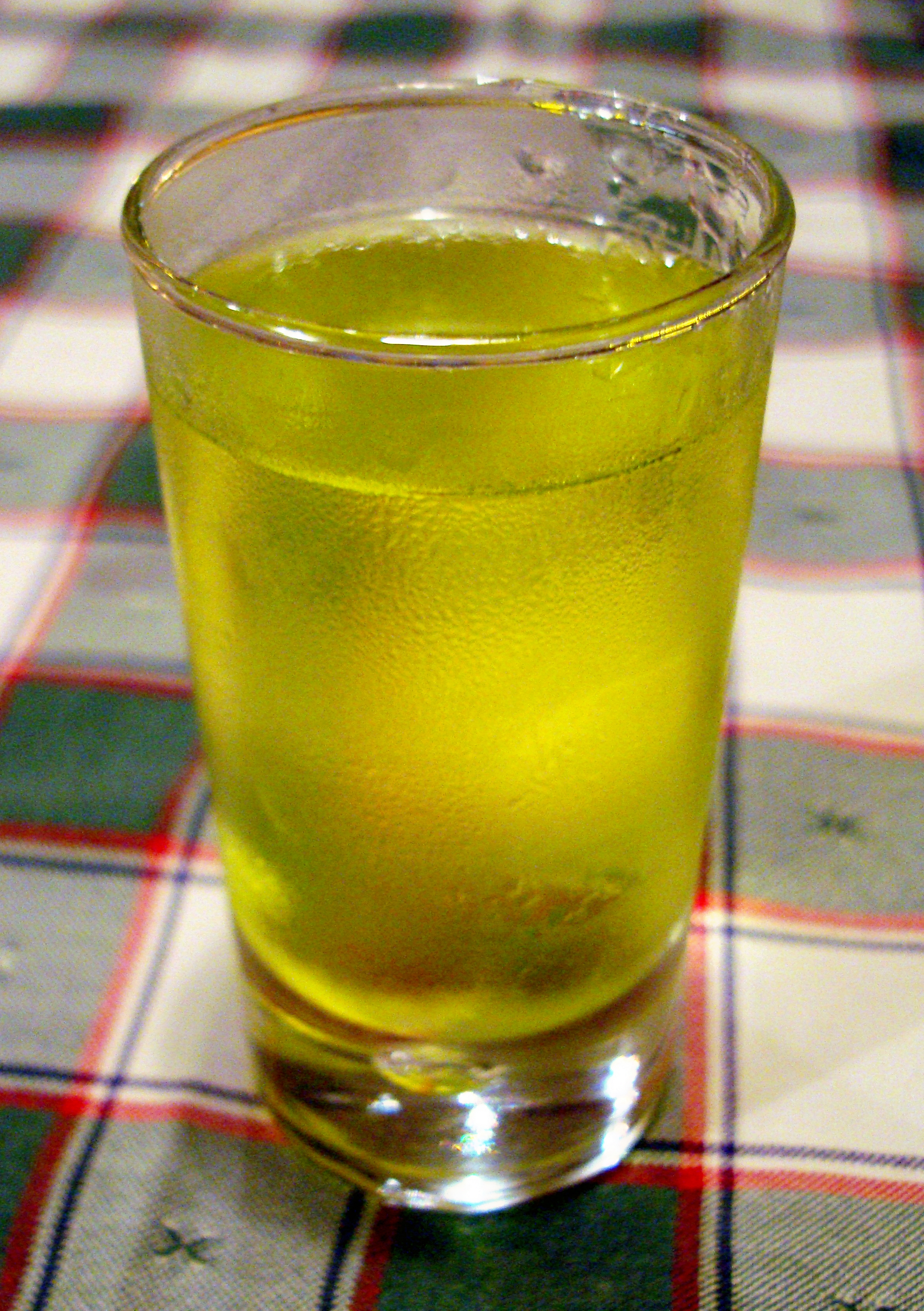
Orujo de ervas

Orujo é um dos nomes dados em castelhano a aguardente de bagaço, que em alguns contextos, nomeadamente na Cantábria (Espanha), pode designar vários tipos de licores à base de aguardente. Em sentido lato orujo significa aguardente ou bagaço de uva ou de azeitona em castelhano.
O bagaço de uva é primeiro fermentado e depois destilado. Na Galiza, os alambiques simples e tradicionais são chamados pota ou alquitara. Alquitara refere-se ao árabe árabe al-gattara ("aquele que destila"). Pota refere-se à parte inferior do forno — um grande pote feito de barro ou cobre no qual o forno é aquecido. Derivado disso, os queimadores são chamados de poteiros.